# Mark Loretta
Mark David Loretta (Santa Monica, 14 agosto 1971) è un ex giocatore di baseball statunitense che giocava nel ruolo di seconda base e terza base.
Durante la sua carriera ha vestito le maglie dei Milwaukee Brewers, degli Houston Astros, dei Boston Red Sox, dei San Diego Padres e dei Los Angeles Dodgers.

## Carriera
Proveniente dalla Northwestern University, fu selezionato dai Milwaukee Brewers al settimo turno del draft 1993. Prima di debuttare in MLB venne mandato a fare esperienza nelle leghe minori, qui giocò con gli Helena Brewers (Advanced Rookie League), gli Stockton Ports (California League), gli El Paso Diablos (American Association of Independent Professional Baseball) e i New Orleans Zephyrs (Pacific Coast League).
Il suo esordio nelle majors avvenne il 4 settembre 1995 nell'incontro tra i Brewers e i Minnesota Twins, batté la sua prima valida il 10 settembre contro i Texas Rangers.
Il 20 giugno 2001 durante una partita contro i Cincinnati Reds giocò un inning nel ruolo di lanciatore; il manager dei Brewers chiese ai suoi giocatori se qualcuno di loro se la sentisse di lanciare per non sollecitare ulteriormente il bullpen della squadra, già in difficoltà. Loretta si offrì volontario benché non lanciasse dai tempi del college. Durante l'inning si trovò ad affrontare cinque battitori, concesse una valida, una base-ball ma realizzò ben due strikeout, per un totale di 19 lanci.
Durante la stagione 2002 venne ceduto agli Houston Astros, qui giocò 21 partite come riserva prima di diventare un free agent.
Nel 2003 passò ai San Diego Padres, con la squadra californiana disputò alcune delle sue migliori stagioni. Chiuse il 2004 con l'ottima media battuta di .335, 208 valide, 108 punti segnati, 16 fuoricampo e 76 punti battuti a casa (tutti massimi in carriera). Le sue ottime prestazioni gli garantirono un posto all'All Star Game di quell'anno. Nel 2005 giocò 105 partite con 38 RBI, 3 home run e una media battuta di .280 poi dovette chiudere prematuramente la sua stagione per essere sottoposto ad un intervento chirurgico al legamento del pollice.
Nel 2006 passò ai Boston Red Sox. Con la squadra del Massachusetts giocò una sola stagione collezionando 155 presenze, 5 home run, 59 RBI e una media battuta di .285. Durante l'annata, a causa dei molti infortuni dei compagni di squadra, giocò alcune gare come prima base e come battitore designato.
Prese parte come seconda base titolare all'All Star Game 2006.
Il 4 giugno 2007 passò agli Houston Astros firmando un contratto annuale per essere impiegato come riserva.
Il 10 dicembre 2008 ha firmato un contratto annuale con i Los Angeles Dodgers del valore di 1,25 milioni di dollari.
Il 24 gennaio 2010 ha dato l'annuncio ufficiale del suo ritiro dall'attività agonistica per entrare a far parte dello staff dei San Diego Padres.